# Numenios z Apamei
Numenios z Apamei – grecki filozof z pogranicza pitagoreizmu i platonizmu, działał w II wieku n.e. 
Wraz z Numeniosem neopitagoreizm zanika, łącząc się ideologicznie z platonizmem (medioplatonizmem).
Uważał, że spadkobiercami Pitagorasa są Sokrates i Platon, a ich nauka bezpośrednio pochodzi od samego mistrza.
Głosił bezwzględną wyższość tego, co niecielesne.
Rozdzielił i uznał za byt jedynie to, co nie cielesne (niematerialne), a to, co zmysłowe (cielesne) nie jest bytem, lecz stawaniem.
Próbuje połączyć nauki teologiczno-metafizyczne medioplatoników z nauką o Monadzie, Diadzie i liczbach.
To, co niecielesne dzielił hierarchiczno-hipostatycznie.
To, co niecielesne – trzej bogowie Numeniosa:
- Pierwszy Bóg, który jest Dobrem (idea Dobra),
- Drugi Bóg, zajmuje się stworzeniem kosmosu, Demiurg (zwany Dobrym),
- Trzeci Bóg, to kosmos – Dobra Dusza Świata.

Dla Numeniosa Monada jest Bogiem, a nie określona Diada jest materią zmysłową.
Nie wyprowadzał Diady z Monady uważając to za nonsens.
Diada jest złem i stanowi źródło zła.
Materia jako zasada zła, posiada dusze także złą, która stara się przeszkadzać działaniom Demiurga i opatrzności.
Uważał, że w człowieku są dwie dusze:
- dusza zła,
- dusza dobra (rozumna).

Numenios przyjmuje naukę metempsychozy.
Uważa, że zadaniem człowieka jest wyzwolenie duszy z ciała poprzez naukę i czynienie dobra, a ostatecznym celem jest zjednoczenie z Absolutem.